# Tom Angelripper
Tom Angelripper, właściwie Thomas Such (ur. 19 lutego 1963 w Gelsenkirchen) – niemiecki basista i wokalista, znany przede wszystkim z wieloletnich występów w thrashmetalowej formacji Sodom, której był współzałożycielem. 
Przed powstaniem zespołu pracował jako górnik w kopalni węgla. Muzyką postanowił zająć się po usłyszeniu nagrań zespołu Venom. W 1982 wraz z gitarzystą Frankiem "Aggressorem" Terstegenem i perkusistą Raineren "Bloody Monsterem" Fockem (również pracownikami kopalni) założył Sodom. Tom od początku był liderem zespołu, kompozytorem i współautorem utworów, a także tekściarzem. 
Zespół istnieje ponad 40 lat, wielokrotnie zmieniał skład, jednak od początku do dziś Tom pozostał jego częścią. Początkowo Sodom grał muzykę z pogranicza black i speed metalu. Z czasem skoncentrował się na thrash metalu, choć chętnie czerpał inspiracje z innych gatunków (hardcore punka, crossover thrashu, death metalu, a także klasycznego heavy metalu). Dopiero po sukcesie Agent Orange, trzeciego albumu Sodom z 1989, Tom porzucił pracę w kopalni i zajął się zawodowo muzykowaniem.
Od 1995 prowadzi działalność solową jako Tom Angelripper, później także Onkel Tom Angelripper (Wujek Tom Angelripper). Wydaje liczne albumy studyjne, minialbumy i składanki z metalowymi wersjami niemieckich szlagierów, piosenek biesiadnych oraz kolęd.
W 2000 wystąpił na debiutanckim albumie projektu Dezperadoz The Dawn of Dying. Od 2007 jest członkiem powermetalowej grupy Bassinvaders. Również od 2007 gra w heavymetalowym zespole Die Knappen.
Jest kibicem klubu piłkarskiego Schalke 04. Kolekcjonuje pocztówki i fotografie Gelsenkirchen, zwłaszcza dzielnicy Buer. Jest też autorem książki, w której porównuje dawne i obecne fotografie Buer.

## Dyskografia
| Sodom Die Knappen - Glück Auf (2008, SP) - Auf Kohle Geboren (2010) Dezperadoz - The Dawn of Dying (2000) Bassinvaders - Hellbassbeaters (2008) | Tom Angelripper / Onkel Tom Angelripper - Delirium (1995, SP) - Ein Schöner Tag (1996) - Ein Tröpfchen voller Glück (1998) - Das blaueste Album der Welt! (1999, kompilacja) - Ein Strauß bunter Melodien (1999) - Ich glaub' nicht an den Weihnachtsmann (2000) - Die volle Dröhnung (2002, Box) - Bon Scott hab\' ich noch live gesehen (2004, EP) - Lieder die das Leben schreibte (2004, DVD) - Nunc Est Bibendum (2011) - H.E.L.D. (2014) - Bier Ernst (2018) |

## Muzycy
Obecny skład zespołu Onkel Tom Angelripper
- Tom Angelripper – wokal prowadzący
- Alex Kraft – gitara, wokal wspierający
- Sascha – gitara basowa
- Sascha Tilger – perkusja

Byli członkowie
- Axel Rudi Pell – gitara
- Olli Jochim – gitara basowa
- Olli Lampertsdörfer – perkusja
- Bobby Schottkowski – perkusja
- Jörg Michael – perkusja

## Filmografia
- Get Thrashed (2006, film dokumentalny, reżyseria: Rick Ernst)[11]